# Arsenjev (stad)
Arsenjev (Russisch: Арсеньев) is een stad in de Russische kraj Primorje op ongeveer 300 kilometer ten noordoosten van Vladivostok in het zuiden van het Russische Verre Oosten. De plaats ligt aan de uitlopers van de Sichote-Alin aan de zuidzijde van het riviertje de Arsenjevka (zijrivier van de Oessoeri) en staat vooral bekend als het centrum voor de machinebouw van de kraj.

## Geschiedenis

### Ontstaan van Semjonovka
De geschiedenis van de plaats begon in 1895, toen 7 families (oudgelovigen) uit het dorpje Petropavlovka werden geëvacueerd naar de plaats van de huidige stad om er landbouw te bedrijven, na een grote overstroming van het riviertje de Chalaza (nu Datsjnaja genoemd). Er kwamen veel immigranten (kleine boeren) uit het gouvernement Poltava (nu Oekraïne) naar de locatie. Later vestigde de familie van ene Semjon Goerjev zich hierbij. Zijn nederzetting werd al snel Semjonovo genoemd. Boven de rivier de Chalaza ontstond de gelijknamige nederzetting Chalaza. In 1902 werden deze, en nog een kleine nederzetting die was ontstaan, samengevoegd tot het eveneens naar Semjon vernoemde dorpje Semjonovka. Dit dorp had bij de stichting de beschikking over 3972 desjatin land (ongeveer 43,4 km²) en bestond uit 247 mensen.
Tot 1936 bleef Semjonovka een klein taigadorpje. Er werd een kolchoz gesticht (vernoemd naar Stalin) en de boeren verbouwden er boekweit, gerst, gierst, rogge en andere landbouwproducten, deden aan veeteelt, hielden bijen en jaagden in de taigabossen. Er was een kleine basisschool, een selsovjet, bibliotheek, dorpswinkeltje en een molen. Er was geen elektriciteit of medische post in het dorp.

### Industrialisatie
In 1937 veranderde dit echter toen een zijtak van de Verre-Oostelijke spoorlijn naar Semjonovka werd aangelegd en de vliegtuigreparatiefabriek nr. 116 werd gebouwd bij de plaats; de eerste van het Russische Verre Oosten. Al snel kreeg de plaats elektriciteit, een ziekenhuis, 2 middelbare scholen, een drankgelegenheid, een stadion en een postkantoor. Een jaar later, in 1938, kreeg de plaats de status van arbeidersnederzetting. Toen in 1941 de oorlog uitbrak, werd al snel besloten om de productie van de nieuwe fabriek om te schakelen op de bouw van het trainingsvliegtuig Jakovlev UT-2, de enige productiefaciliteit voor trainingsvliegtuigen van de Sovjet-Unie op dat moment. Voor de training van piloten werd in 1944 een trainingschool geopend bij de plaats.

### Arsenjev en de machinebouw
Een jaar eerder werd echter de plaatsvormende onderneming geopend; de machinefabriek Askold, waar munitie werd gemaakt. In 1952 kreeg de plaats per oekaze van het presidium van de Opperste Sovjet van de RSFSR de status van stad onder jurisdictie van de kraj Primorje en werd de naam veranderd naar Arsenjev ter ere van Verre-Oostenonderzoeker Vladimir Arsenjev, die de plaats in 1912 bezocht.
Arsenjev groeide uit tot een monostad, waarvan de toekomst sterk afhing van de twee machinefabrieken die het telde; de vliegtuigfabriek en de machinefabriek. De beide fabrieken leverden in de jaren zestig en zeventig producten af in de hele Sovjet-Unie en 54 landen wereldwijd. In de fabriek Progress, gebouwd in 1974 en onderdeel van de vliegtuigfabrek, worden Mil Mi-34-helikopters gebouwd voor het patrouilleren van de olie- en gaspijpleidingen, passagiers- en goederentransport. Andere helikopters die er worden geproduceerd zijn de gevechtshelikopters Kamov Ka-50 ("zwarte haai") en -52 ("aligator").
In de jaren 90 was er echter een sterke daling van de productie door het uiteenvallen van de Sovjet-Unie met haar planeconomie en de crisissen van de jaren 90. De bevolking daalde daardoor van ongeveer 70.000 in 1989 naar iets minder dan 63.000 in 2002.

## Geografie
De stad is compact van opzet en kent veel straatgroen in de zomer. Arsenjev wordt omringd door de taiga van de Oessoeri. Door de afwezigheid van vervuilende industrieën is de stad minder vervuild dan omliggende steden in het gebied. De stad ligt op 242 kilometer per weg en 262 kilometer per spoorlijn van Vladivostok. Arsenjev ligt tussen de Blouwe en Oostelijke Blouwe ketens van de Sichote-Alin aan de 294 kilometer lange Arsenjevkarivier. Deze riviervallei is 2 tot 3 kilometer breed en de rivier wordt gebruikt als drinkwaterbron voor de stad en de rijstplantages in het aangrenzende district Anoetsjinski. In 1954 werd een stuwdam gebouwd in de zijrivier van de Arsenjevka, de Datsjnaja. Deze ligt in het centrum van Arsenjev en vormt daar een waterplas met fonteinen. Het stadspark is ernaast gelegen en wordt beschouwd als de favoriete recreatieplek door de stadsbevolking. Het waterbekken van de stad bevindt zich aan de bovenloop van de Datsjnaja. De stad zelf ligt in gebied zonder reliëf.
Arsenjev is geliefd bij skiërs vanwege de winterse sneeuw. Voor de skiërs is een gebouw ingericht. De berg is meestal wordt gebruikt door skiërs ligt op 10 kilometer van de stad en heeft een hoogte van 870 meter.

### Natuur
Binnen het gebied dat onderdeel uitmaakt van de stad bevinden zich grote kleivoorraden, die worden gebruikt door een lokale bouwfabriek. Op 10 tot 12 kilometer van de stad bevinden zich graniet- en basaltlagen. De flora in de buurt van de stad omvat de Japanse venijnboom (Taxus cuspidata), Amoerkurkboom (Phellodendron amurense), Mantsjoerijse walnoot (Juglans mandshurica), Goudberk (Betula ermannii), Eleutherococcus, Heilige lotus (Nelumbo nucifera), waarvan de laatste, een zeldzame waterplant, gevonden kan worden in verschillende kleine meren op 12 kilometer van Arsenjev. Er bevindt zich een grote verscheidenheid aan diersoorten in het gebied, waaronder inheemse zoogdieren, vogelsoorten en insecten. Soorten omvatten de Siberische tijger, wilde kat, Mandarijneend (Aix galericulata) en verschillende vlindersoorten, waaronder Catocala en Noctuidae.

### Klimaat
Doordat de plaats wat verder in het binnenland is gelegen is het verschil in temperatuur tussen zomer en winter er groter dan de steden van de kraj die aan de zee zijn gelegen. De gemiddelde temperatuur varieert van −18 °C in januari tot +21 °C in juli. De laagste en hoogst gemeten temperatuur zijn respectievelijk −46 °C en +39 °C. De lente wordt gekarakteriseerd door een stijging van de dagelijkse temperatuur met ongeveer 10 °C van maart tot april. De gemiddelde jaarlijkse neerslag bedraagt 701 mm en de gemiddelde luchtvochtigheid bedraagt 71%. In de winter kan de bodem tot 2 meter diep bevriezen.

## Economie
De stad wordt nog steeds gedomineerd door staatsbedrijven, die ruim twee derde van de beroepsbevolking werkverschaffing geven. In de private sector waren in 1999 daarnaast nog ruim 12.000 mensen werkzaam. In dat jaar waren ruim 4000 mensen werkloos. De grootste bedrijven zijn nog steeds machinefabriek Askold (scheepsbouw) en Progress (de vliegtuigindustrie), die voornamelijk goederen voor de Russische militaire sector produceren. Door het gebrek aan staatsorders daalde hun productie sterk in de jaren 90. Door de hoge prijzen van grondstoffen worden bijproducten die voorheen werden geproduceerd door Askold en Progress (paraplu's, meubels en kinderwagens) niet meer gemaakt. Hierdoor is de werkloosheid verder toegenomen.

## Demografie
| 1939   | 1959   | 1970   | 1979   | 1989   | 2002   |
| ------ | ------ | ------ | ------ | ------ | ------ |
| 11.000 | 26.300 | 47.300 | 60.100 | 70.032 | 62.896 |

## Onderwijs
In Arsenjev bevinden zich een filiaal van de Staatsacademie van het Verre Oosten voor Economie en Management en een filiaal van de Staats-Technische Universiteit van het Verre Oosten.
Door de hoogwaardigere defensie-industrie bevindt zich in Arsenjev naar verhouding een groter aantal mensen met een hogere opleiding dan in andere steden van de kraj.

## Bezienswaardigheden
In het stadspark bevindt zich een monument ter ere van Maksim Gorki uit 1958 op het gelijknamige Gorkiplein. Op de heuvel Oevalnaja bevindt zich een 4 meter hoog standbeeld voor Vladimir Arsenjev en zijn vriend, de Nanai Dersoe Oezala uit 1972, dat werd gebouwd met donaties van de inwoners van de stad en de Russische Academie van Wetenschappen.
Het museum voor de geschiedenis van Arsenjev werd in 1969 geopend en bevat ongeveer 40.000 stukken, waaronder eigendommen van de eerste bewoners van Semjonovka, een collectie vlinders, die werden gevangen in het centrale deel van de kraj en etnografische en archeologische collecties. Het museum trekt ongeveer 35.000 bezoekers per jaar.
In het gebied rond Arsenjev bevinden zich veel natuurmonumenten en archeologische monumenten van vroege stammen die dit gebied bewoonden.
Bestuurlijk centrum: Vladivostok

Arsenjev · Artjom · Bolsjoj Kamen · Dalnegorsk · Dalneretsjensk · Fokino · Lesozavodsk · Nachodka · Partizansk · Spassk-Dalni · Oessoeriejsk